# Малинино (Липецкая область)
Мали́нино — село и административный центр Малининского сельсовета Хлевенского района Липецкой области на правой стороне реки Воронеж.

## Инфраструктура
Улицы — Береговая, Дубки, Журавлевка, Мирная, Нижняя, Победы, Полевая, Северная, Сергея Свешникова, Солнечная, Сосновая, Строителей и Юбилейная.

## История
Известно по документам 1615 г. На месте села археологи находили останки человека, относимые к бронзовому веку.

## Название
Название — по первопоселенцу И. Д. Малинину.

## Население
| 1859 | 1897  | 2009 | 2010 |
| ---- | ----- | ---- | ---- |
| 1072 | ↗1236 | ↘185 | ↘183 |